# 克爾恰鄉
44°16′N 23°54′E / 44.267°N 23.900°E
克爾恰鄉（羅馬尼亞語：Comuna Cârcea, Dolj），是羅馬尼亞的鄉份，位於該國西南部，由多爾日縣負責管轄，面積33平方公里，海拔高度177米，2007年人口1,733，人口密度每平方公里53人。